# Bhojpuri
Bhojpuri is een Indiase taal die behoort tot het Bihari, een groep van nauw aan elkaar verwante talen. De taal wordt vooral in de Noord-Indiase staat Bihar gesproken, alsmede in aangrenzende gebieden in de staten Uttar Pradesh en Jharkhand, en Nepal. De taal wordt in het Devanagari en het Kaithi geschreven.
Bhojpuri is door emigranten meegenomen naar Suriname en andere Caribische landen. Surinaamse Hindoestanen spreken Sarnami Hindoestani, een variant van het Caribisch Hindoestani dat op het Bhojpuri en andere Biharitalen is gebaseerd. Deze taal is door Surinaamse Hindoestanen weer meegenomen naar Nederland.
De grens tussen het Bhojpuri en andere Biharitalen is niet bij alle taalkundigen hetzelfde. Met het Bhojpuri worden ook weleens alle Biharitalen bedoeld en vice versa. Er zijn daarom grote verschillen in het aantal sprekers. Volgens Ethnologue werd het Bhojpuri in 1997 door ongeveer 27 miljoen personen gesproken, dit betreft het Bhojpuri in enge zin.
Er is ook een regionale Bhojpuri-filmindustrie. Nadiya Ke Par is de bekendste Bhojpuri-film.